# Municipio de Waterford (Minnesota)
El municipio de Waterford (en inglés: Waterford Township) es un municipio ubicado en el condado de Dakota en el estado estadounidense de Minnesota. En el año 2010 tenía una población de 497 habitantes y una densidad poblacional de 13,05 personas por km².

## Geografía
El municipio de Waterford se encuentra ubicado en las coordenadas 44°30′43″N 93°7′23″O / 44.51194, -93.12306. Según la Oficina del Censo de los Estados Unidos, el municipio tiene una superficie total de 38.08 km², de la cual 37,73 km² corresponden a tierra firme y (0,91 %) 0,35 km² es agua.

## Demografía
Según el censo de 2010, había 497 personas residiendo en el municipio de Waterford. La densidad de población era de 13,05 hab./km². De los 497 habitantes, el municipio de Waterford estaba compuesto por el 97,59 % blancos, el 0,6 % eran afroamericanos, el 0,2 % eran amerindios, el 0,2 % eran asiáticos, el 0,2 % eran de otras razas y el 1,21 % eran de una mezcla de razas. Del total de la población el 1,81 % eran hispanos o latinos de cualquier raza.